# Clemens Stadlbauer
Clemens Stadlbauer (* 1963 in Steyr, Oberösterreich) ist ein österreichischer Journalist und Schriftsteller.
Stadlbauer wuchs in Linz auf und studierte Theaterwissenschaft und Publizistik in Wien und Los Angeles. Nach seiner Zeit als Chefredakteur bei Radio CD International und bei der Wiener Stadtzeitschrift City wechselte er zum österreichischen Radiosender Ö3, wo er momentan als Musikjournalist tätig ist.

## Veröffentlichungen
- 1999: Die größten Pechvögel des Jahrhunderts (gemeinsam mit Andrea Fehringer und Gerald Reischl)
- 2002: Die Glücksfalle und Der letzte Handyaner (gemeinsam mit Andrea Fehringer und Gerald Reischl)
- 2003: Quoten Killer[1]